# Fuchsia
Fuchsia (Plum. ex L., 1753) è un genere di piante appartenente alla famiglia delle Onagraceae, originario del continente americano.
Le fuchsie sono così chiamate in memoria del botanico tedesco Leonhart Fuchs (1501-1566) cui tuttavia rimasero sconosciute. Tali piante furono difatti scoperte soltanto nel 1696-97 dal missionario e botanico Charles Plumier (1646-1704), che le dedicò allo scienziato tedesco al quale tributava grande ammirazione. 

## Descrizione

### Fiore
È la caratteristica più importante di questa pianta, benché sia privo di profumo ma ricco di nettare.

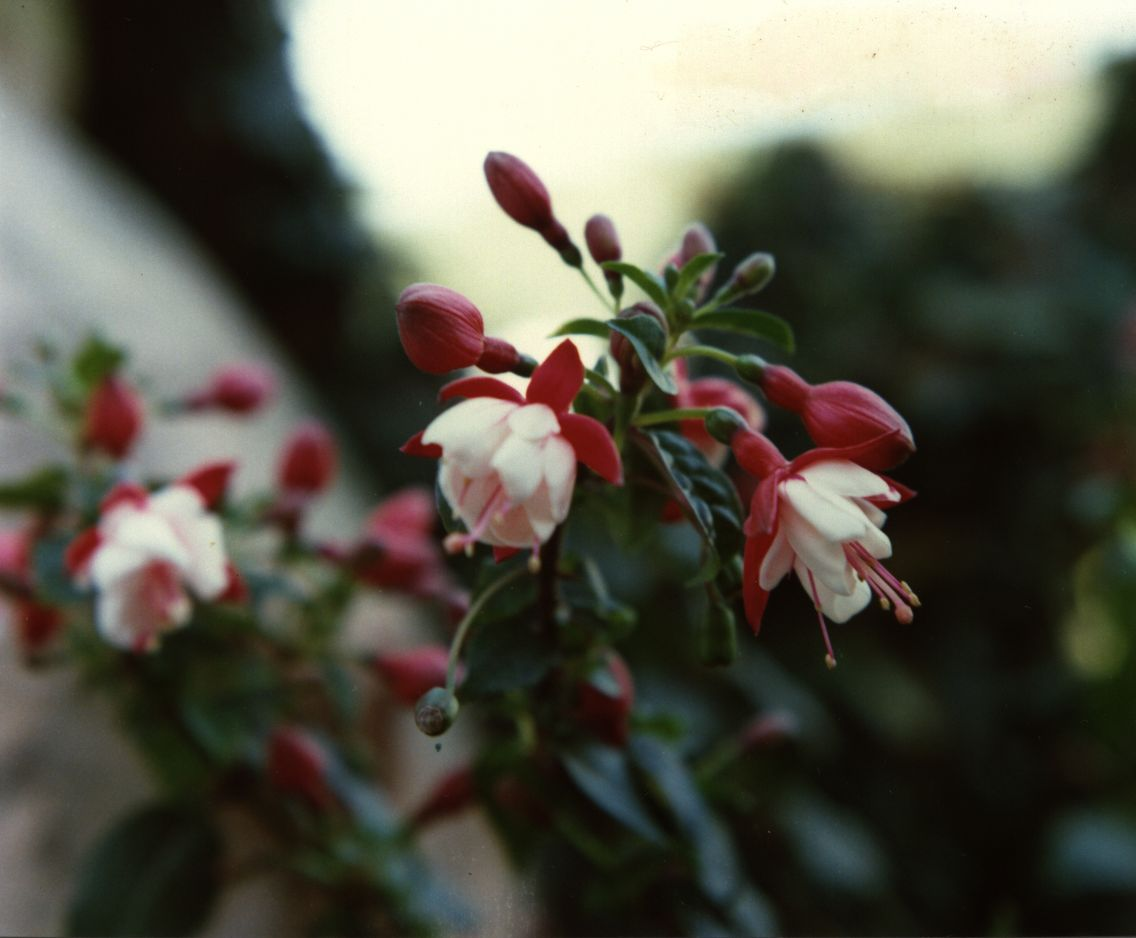
Fiori e foglie di Fuchsia sp. a Moneglia

Il fiore è "semplice" se ha 4 petali, "semidoppio" se i petali vanno da 5 a 8 e "doppio" se sono in un numero superiore. È dotato di un lungo calice dai colori vivaci, che vanno dal rosso al malva, dal rosa al viola fino al bianco e all'arancione.

## Distribuzione e habitat
Del centinaio di specie arbustive qui incluse la maggioranza è originaria dell'America centro-meridionale anche se, più raramente, alcune piante sono endemiche della Nuova Zelanda.
Prediligono un habitat montano (bosco) ed hanno fiori dalla caratteristica tonalità di colore con corolle tubolari e allungate.

## Tassonomia
All'interno del genere Fuchsia sono incluse 108 specie, ripartite tra le seguenti dieci sezioni:
- Sezione Ellobium
- Sezione Encliandra
- Sezione Fuchsia
- Sezione Hemsleyella
- Sezione Jimenezia
- Sezione Kierschlegeria
- Sezione Pachyrrihiza
- Sezione Quelusia
- Sezione Schufia
- Sezione Skinnera

## Usi
Dal XIX secolo si è cominciato ad apprezzare alcune specie di Fuchsia come piante ornamentali, generalmente coltivate in vaso. Comunque, buona parte delle piante commercializzate come appartenenti a questo genere sono in realtà ibridi tra diverse specie o alcune delle svariate cultivar.